# Tetsuya Takada
Tetsuya Takada (jap. 高田 哲也 Takada Tetsuya; ur. 31 lipca 1969) – japoński piłkarz występujący na pozycji pomocnika.

## Kariera klubowa
Od 1993 do 2000 roku występował w klubie Shonan Bellmare.